# Arthur Vermeersch

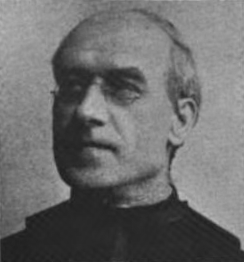
Arthur Vermeersch

Arthur Marie Théodore Vermeersch (Ertvelde, 26 augustus 1858 – Egenhoven, 12 juli 1936) was een Belgisch jezuïet, rechtsgeleerde, theoloog en moraalfilosoof. Hij sprak zich uit over sociale kwesties als de Vlaamse taalstrijd, de kolonisatie van Congo, contraceptie, tolerantie en de relatie tussen kerk en staat.

## Leven
De vader van Vermeersch was notaris en burgemeester in het Oost-Vlaamse Ertvelde. Hij stuurde Arthur naar het seminarie van Dendermonde en vervolgens naar de jezuïetencolleges van Luik en Namen. Vanaf 1875 studeerde hij rechten aan de Katholieke Universiteit Leuven met doctoraat in de politieke en bestuurswetenschappen. Gedreven door een hogere roeping, zag Vermeersch af van een wereldse carrière en begon hij op de leeftijd van 21 jaar aan het noviciaat van de jezuïeten in Drongen. Hij deed zijn filosofische studies aan het Filosofisch en Theologisch College in Leuven (1884-1886) en theologie en kerkelijk recht aan de Gregoriaanse Universiteit in Rome (1886-1891), waar hij in 1889 tot priester werd gewijd.
Eind 1893 keerde hij terug om een lesopdracht aan het Filosofisch en Theologisch College te aanvaarden. Gedurende 25 jaar zou hij er moraaltheologie en canoniek recht doceren. In die tijd begon hij mee te werken aan de codificatie van het canoniek recht in opdracht van paus Pius X. Hij schreef in het bijzonder aan het deel over religieuze orden. Al snel werd hij aangesteld als consultor van de Congregatie van het Concilie, de Congregatie van de Sacramenten, de Congregatie voor de Religieuzen en de Commissie voor de Interpretatie van de Code. Hij werkte voorts mee aan de Catholic Encyclopedia en reisde naar de Verenigde Staten en Canada. In 1913-1914 ondernam hij een Congoreis.
Als vertrouwensman van kardinaal Mercier was Vermeersch tijdens de Eerste Wereldoorlog betrokken bij het herderlijk schrijven dat tot een ernstige aanvaring leidde met de bezettingsmacht. Na de oorlog werd hij naar Rome geroepen om van 1918 tot 1934 de leerstoel moraaltheologie te bekleden aan de Gregoriaanse Universiteit. Hij was een belangrijke raadgever van paus Pius XI en was de voornaamste auteur van diens encycliek Casti connubii (1930), die de veroordeling van contraceptie en abortus in niet mis te verstane termen bevestigde. Vermeersch greep hiervoor terug naar een herderlijke brief die hij voor Mercier had gemaakt, gealarmeerd door de afname van de nataliteit in België, waarachter hij een "contraceptieve houding" ontwaarde.
Hij kreeg in 1936 een hersenbloeding en stierf nog dezelfde dag. In Leuven en later in Rome werd hij opgevolgd door zijn vriend en leerling Joseph Creusen.

## Tegen de Vlaamse zaak
Aan het begin van de 20e eeuw was de vernederlandsing van het onderwijs de voornaamste eis van de Vlaamse Beweging. In het parlement lag sinds 1901 een wetsvoorstel van Edward Coremans om het vrij middelbaar onderwijs in Vlaanderen te vernederlandsen. Frans Schollaert had in 1903 voorgesteld dat katholieke scholen acht lesuren in het Nederlands zouden geven. Onder het pseudoniem J. Boudewyns publiceerde Vermeersch in 1904 La Question Flamande, een brochure waarin hij deze ideeën bestreed. Het boekje werd tegelijk in het Nederlands uitgebracht. Vermeersch meende dat de voorstellen in strijd waren met de grondwettelijke vrijheid van onderwijs en een breuk betekenden met de liberale traditie in België. Hij vreesde voorts dat ze de staatsmacht zouden versterken en tweedracht zaaien in de Katholieke Partij.

## Congo
Het volgende debat waarin Vermeersch zich stortte was de Congolese kwestie. De Commissie-Janssens had in 1905 de Britse en Amerikaanse kritiek op de misstanden in de Onafhankelijke Congostaat voor een goed deel bevestigd, inclusief het aandeel van de jezuïeten en andere Belgische missionarissen. In het parlement ageerden de socialist Emile Vandervelde en de liberaal Georges Lorand. De katholieken zaten in het defensief en verdedigden het bewind van Leopold II, een precieuze bondgenoot voor hun bekeringswerk in Congo. Daardoor verzetten ze zich tegen de oproep om Congo over te dragen aan België, zoals onder meer naar voren gebracht door de professoren Félicien Cattier en Herbert Speyer.
In La Question Congolaise doorbrak Vermeersch het katholieke front door de annexatie te steunen op een manier die de koning en de missionarissen spaarde (hun zwijgen was voor het welzijn van België en van de Congolezen geweest). Volgens Vermeersch was België het moreel aan zichzelf verplicht om het edele werk van de kolonisatie te doen, wat hij zag als een beschavende taak en een bevrijding van bijgeloof. Ondanks het paternalisme van deze visie en de voorzichtigheid waarmee ze werd gebracht – in samenspraak met de jezuïtische leiding – was de stellingname van Vermeersch belangrijk. Weliswaar werd ze doodgezwegen door het conservatieve establishment en tegengesproken door zijn ordegenoot Auguste Castelein, maar niemand kon de kanteling loochenen. Nu ook een vooraanstaande katholieke orde de zaak steunde, was de weg vrij om de overdracht van Congo door te voeren, wat dan ook gebeurde in 1907.
Ook nadien bleef de Congokwestie Vermeersch bezighouden. In 1907 was hij betrokken bij de uitwerking van het Koloniaal Charter door de parlementaire Kongocommissie. In dat kader had hij contacten met Arthur Verhaegen, een sociaal-katholiek kamerlid dat voorzitter was van de Belgische Volksbond. Hij verdedigde de missionarissen tegen de kritiek van Vandervelde en anderen, maar was zich ervan bewust dat er problemen waren. In 1913–1914 ondernam hij een reis naar Belgisch Congo.

## Publicaties (selectie)
- La Nouvelle encyclique sociale. Texte, traduction, commentaires, 1901
- Manuel social. La législation et les oeuvres en Belgique, 1904
- La question flamande. Les droits des Belges et la contrainte indirecte, 1904
- Het Vlaamsch in het onderwijs. Vrijheid of dwang, 1904
- La Question Congolaise, 1906
- Les Destinées du Congo Belge, 1906
- De Prohibitione et censura librorum, 1906
- Le Belge et la personne civile, 1908
- Les Missions catholiques au Congo belge. Étude critique de leur action, 1909
- Christianisme et civilisation, 1909
- La peur de l'enfant dans les classes dirigeantes, 1909
- Le problème de la natalité en Belgique, 1910
- Sur-nègres et chrétiens. Les missionnaires au Congo belge. L'anticléricalisme colonial. Réponse à M. Vandervelde, 1911
- La Tolérance, 1912
- La Femme congolaise, 1914
- Le Rôle des catholiques au Congo Belge, 1914
- Miles Christi Jesu, 1914
- Epitome juris canonici cum commentariis, 3 dln., 1921–1923
- Theologiae moralis principia, responsa, consilia, 4 dln., 1922–1924
- Kathechismus van het Christelijke Huwelijk volgens de encycliek Casti Connubii, 1931

Vermeersch droeg van 1908 tot 1914 een twintigtal artikelen bij aan de Catholic Encyclopedia. Hij was voorzitter van de Revue social catholique en wetenschappelijk uitgever van La Revue congolaise (1910-1914) en van Periodica de re canonica et morali (1918-1934).

## Voetnoten
1. ↑  Jan de Maeyer, Arthur Verhaegen, 1847-1917. De rode baron, 1994, p. 471-472

- Bibliothèque nationale de France: cb165516014 (data)
- Catàleg d'autoritats de noms i títols de Catalunya: 981058519952106706
- Gemeinsame Normdatei: 126818924
- International Standard Name Identifier: 0000 0001 2127 0542
- Library of Congress Control Number: n87883725
- Nationale Bibliotheek van Tsjechië: zmp20201074161
- Nationale bibliotheek van Australië: 35333773
- Nationale Bibliotheek van Israël: 987007275486605171
- Nederlandse Thesaurus van Auteursnamen: 106976524
- Istituto Centrale per il Catalogo Unico: PALV009428
- Système universitaire de documentation: 079233899
- Trove: 915434
- Virtual International Authority File: 33001617
- WorldCat: E39PBJqVXbXRh36Rr8XMkYTCQq